# La Voix de la patrie
Pour l’article homonyme, voir La Voix de la patrie (quotidien).
La Voix de la patrie est un film muet français réalisé par Léonce Perret et sorti en 1914.

## Fiche technique
- Réalisation : Léonce Perret
- Scénario : Léonce Perret
- Chef-opérateur : Georges Specht
- Société de production : Société des Établissements L. Gaumont
- Pays de production : France
- Format : Muet - Noir et blanc
- Genre : Film dramatique
- Date de sortie :
  - France : mars 1914

## Distribution
- Léonce Perret : Capitaine Paul d'Airvault
- Gaston Séverin : Jean d'Airvault
- Louis Leubas : Otto Leepman
- Barthomeuf : Maurice
- Jeanne Marie-Laurent : Madame d'Airvault